# Après après-demain
Pour plus de détails, voir Fiche technique et Distribution.
Après après-demain est un film français réalisé par Gérard Frot-Coutaz, sorti en 1990.

## Synopsis
Isabelle et Sophie sont deux amies qui vivent ensemble. Ce sont des femmes à problèmes, l'une les exprime par son exubérance, l'autre par son effacement. Une nuit, Isabelle rencontre dans Paris Paul, qui travaille dans le gymnase que dirige Alex, toujours à la recherche de sa femme, partie il y a pourtant vingt ans. Entre Isabelle et cet homme beaucoup plus jeune qu'elle entame une liaison tumultueuse. Paul présente à Isabelle la riche Mme Leguennec qui pourrait lui fournir les fonds nécessaires à la création de la collection de robes qu'Isabelle et Sophie ont dessinées.

## Fiche technique
- Réalisateur et scénariste : Gérard Frot-Coutaz
- Directeur de la photo : Jean-Bernard Menoud
- Compositeur : Roland Vincent
- Montage : Franck Mathieu
- Distribution des rôles : Shula Siegfried
- Création des décors : Michèle Abbé-Vannier et Jean-Jacques Grenolle
- Création des costumes : Nathalie Cercuel
- Durée : 84 minutes
- Pays :  France
- Genre : comédie dramatique
- Date de sortie : 2 mai 1990 en France

## Distribution
- Anémone : Isabelle
- Simon de La Brosse : Paul
- Agnès Soral : Sophie
- Claude Piéplu : Alex
- Micheline Presle : La voisine
- Joanna Pavlis : Mme Leguennec
- Jacques Nolot : le voyageur de commerce
- Eric Metayer : le policier
- Muriel Robin : la surveillante du supermarché
- Marcel Philippot : le directeur du supermarché
- Anne Richard : Florence
- Noureddine Souli : l'homme au distributeur automatique
- Laurent Spielvogel : l'écrivain
- Valérie Lemercier : Loriane
- Ingrid Bourgoin
- Rosette